# Saxifraga mertensiana
Saxifraga mertensiana är en stenbräckeväxtart som beskrevs av Bongard. Saxifraga mertensiana ingår i Bräckesläktet som ingår i familjen stenbräckeväxter. Inga underarter finns listade i Catalogue of Life.

## Bildgalleri

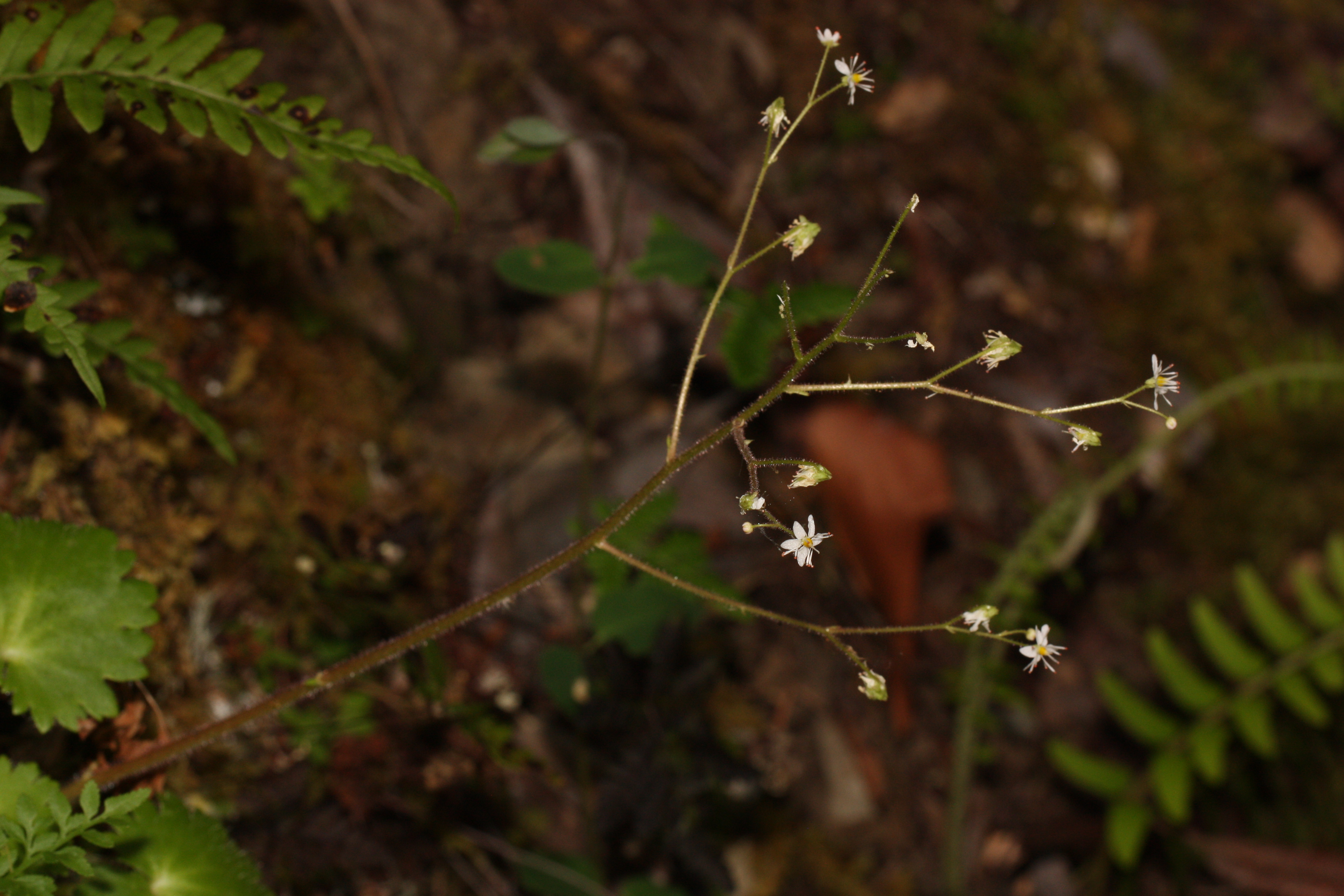
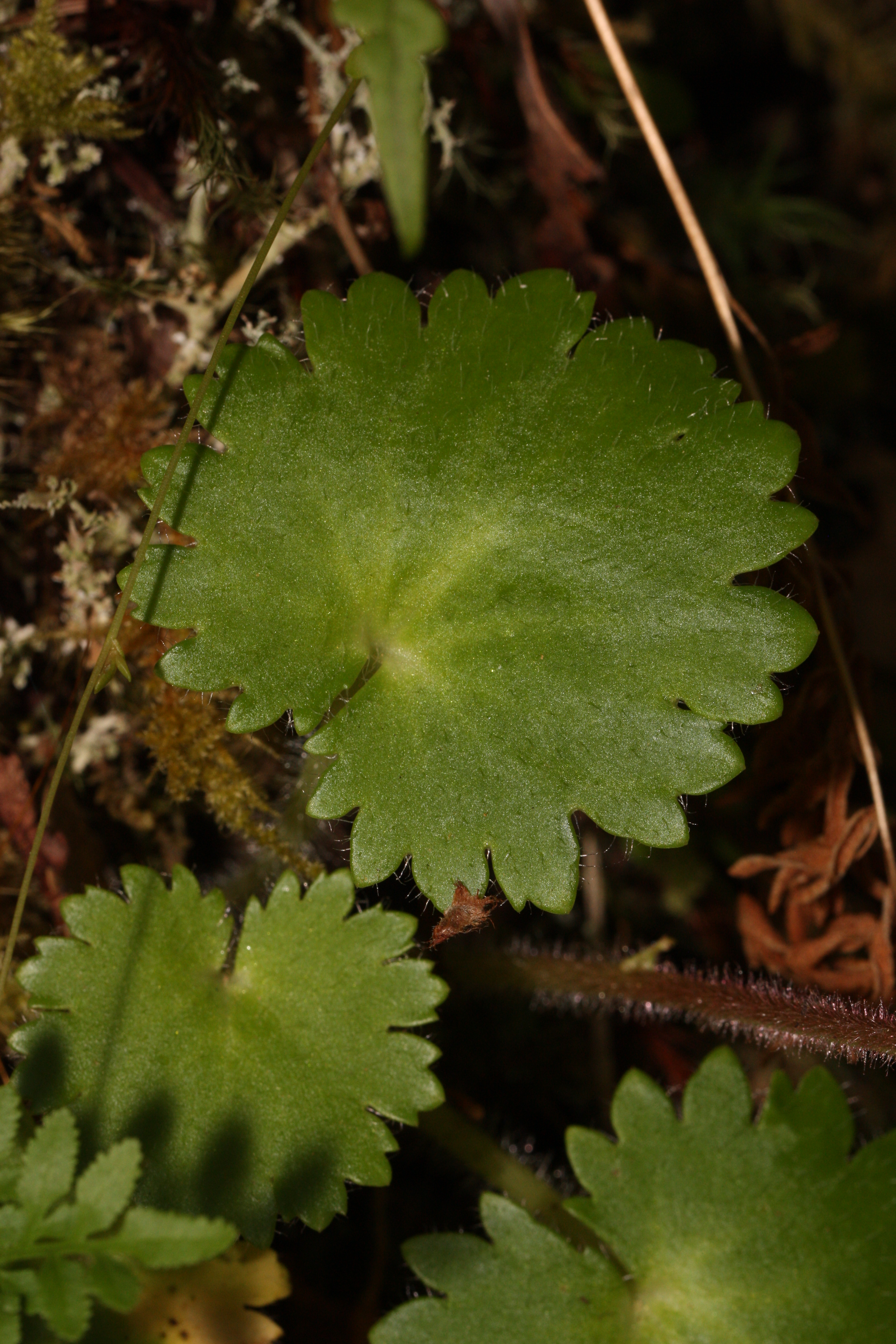
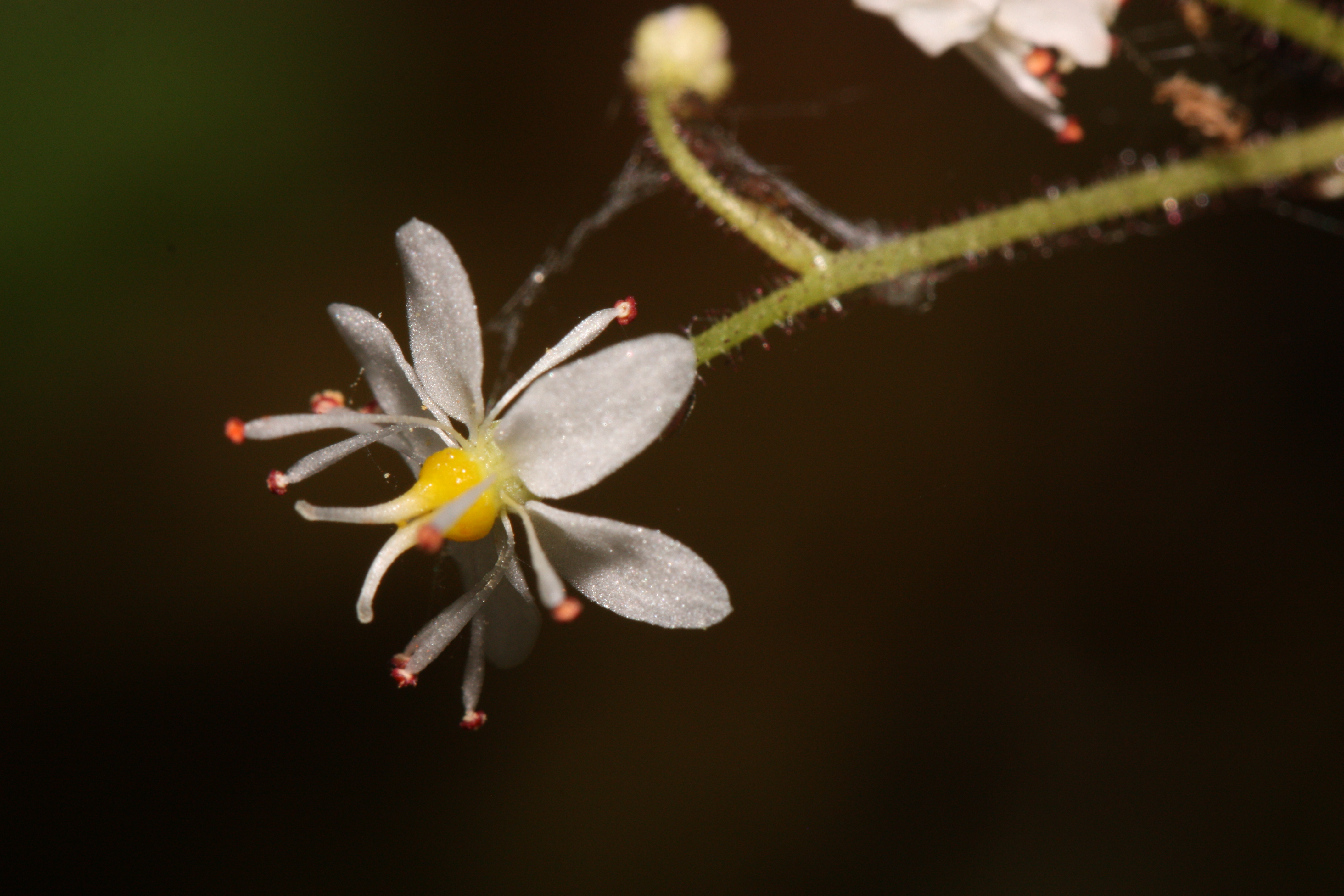
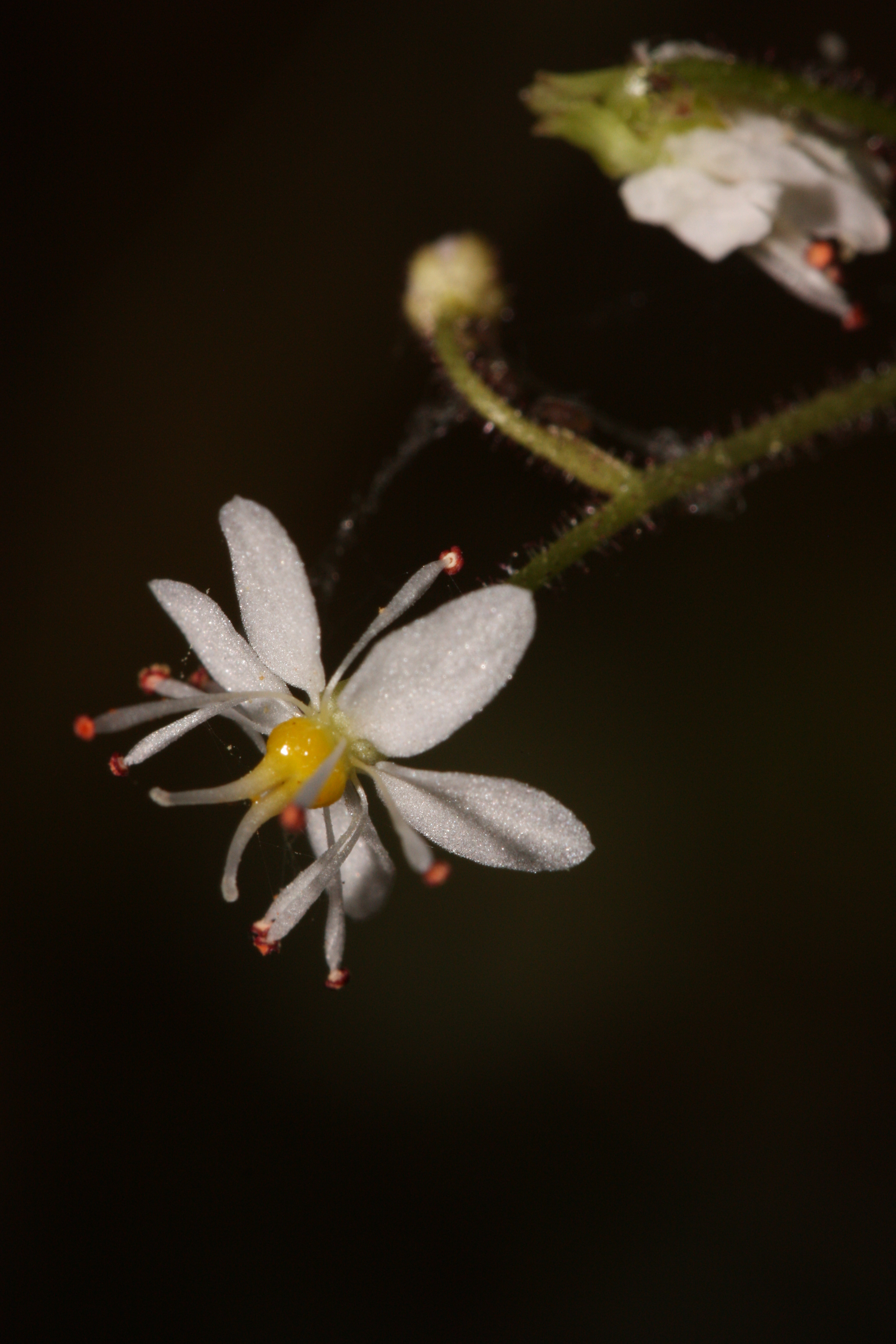
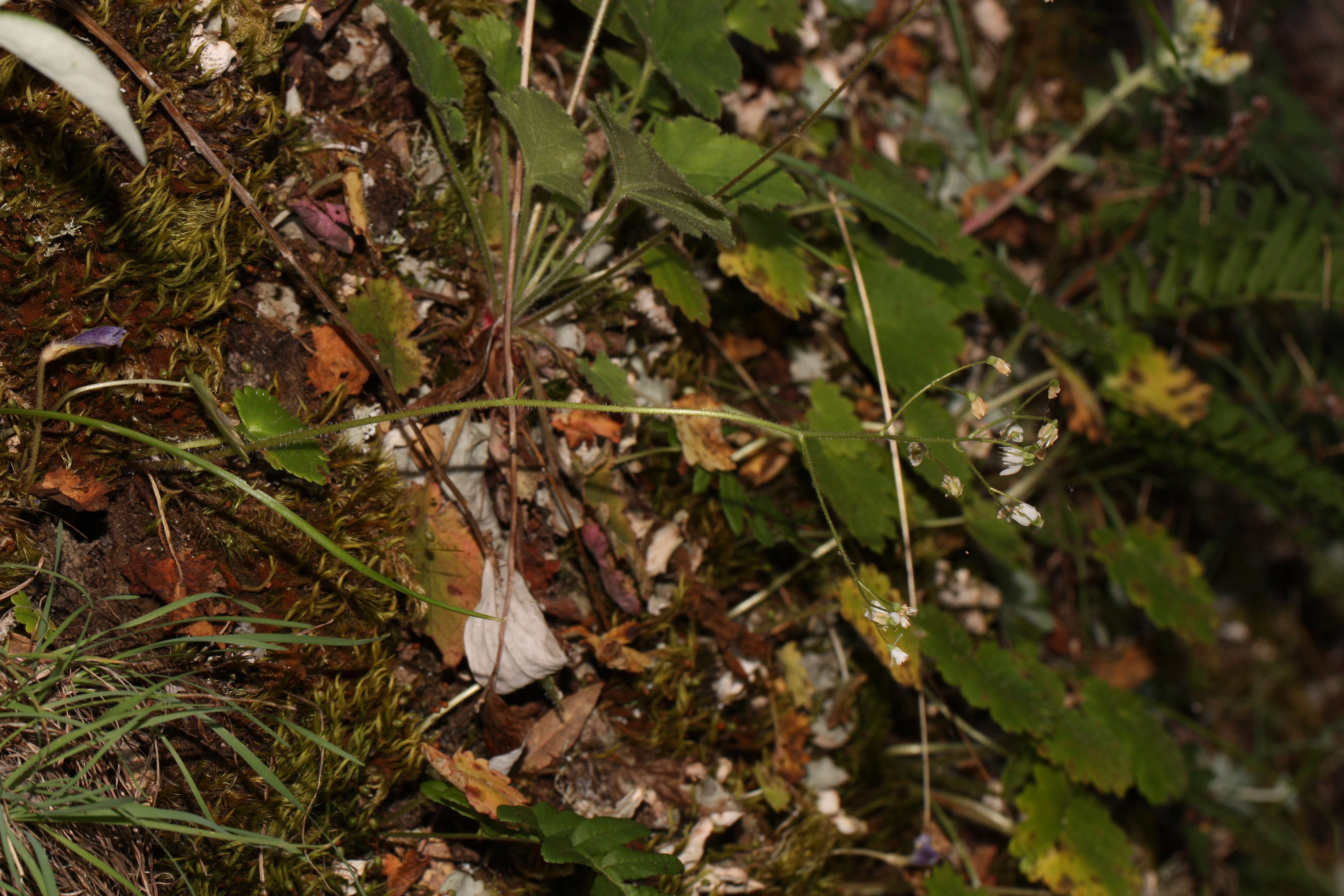
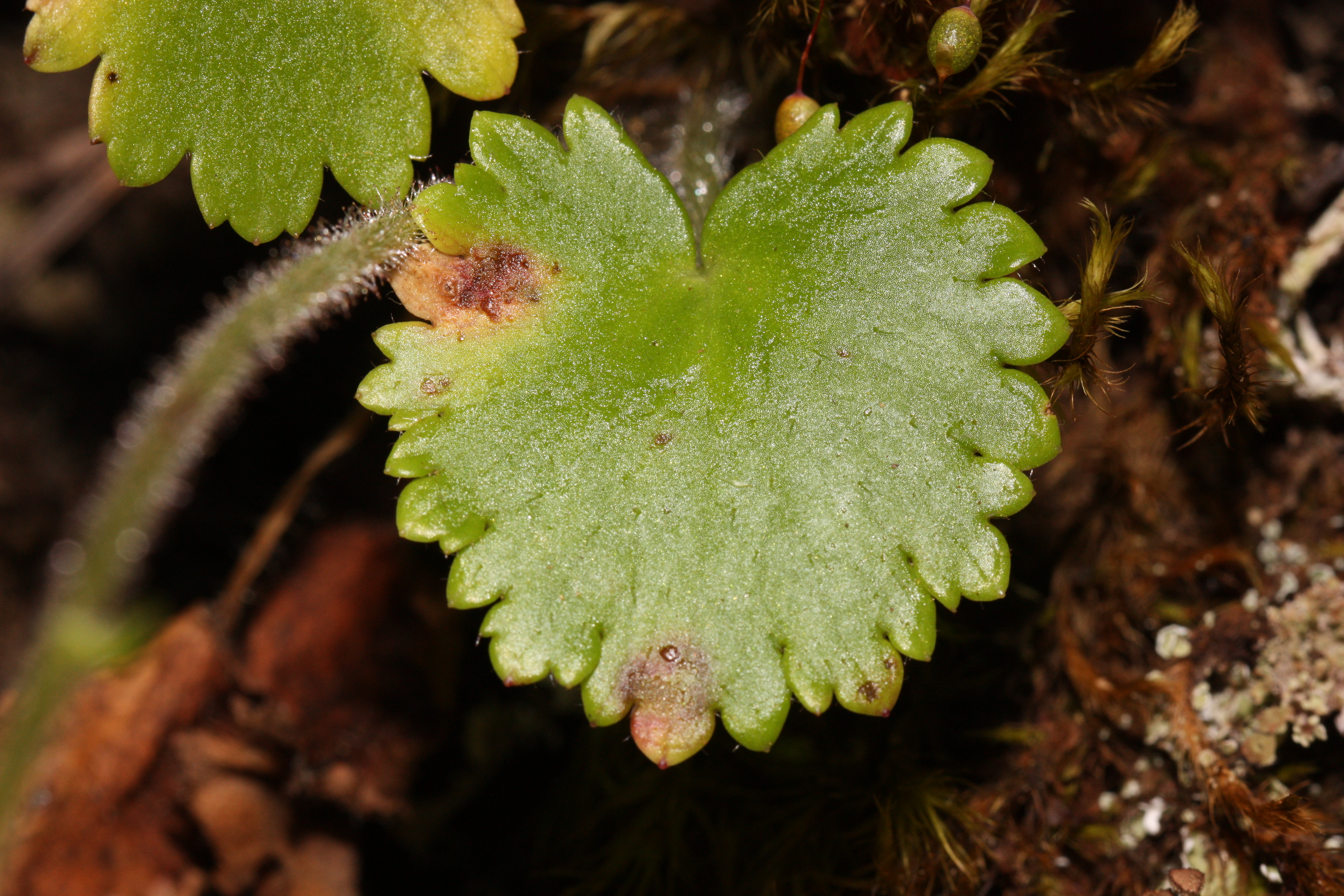